# David Lee
|  | Dene artikel er om en basketballspiller. Se David M. Lee for fysikeren og nobelprismodtageren. |
David Lee (født 29. april 1983 i St. Louis) er en amerikansk forhenværende basketballspiller, hvis seneste kontrakt for San Antonio Spurs i NBA udløb i sommeren 2017. I november samme år meddelte Lee at han stoppede karrieren.

## Privatliv
Siden 2016 har David Lee dannet par med den danske tennisspiller Caroline Wozniacki. 3. november 2017 offentliggjorde parret at de var blevet forlovet. Parret blev gift lørdag d. 15. juni 2019 i Toscana.
Den 10. februar 2021 meddelte Wozniacki, at hun ventede parrets første barn i juni. Den 11. juni 2021 fødte Wozniacki parrets datter, Olivia.
Den 19. juni 2022 meddelte han via sin Instagram-konto, at han venter sit andet barn med sin kone, Caroline.
Den 24. oktober 2022 bød de velkommen til deres søn James Wozniacki Lee.